# TOI-1452 b
TOI-1452 b est une exoplanète de type super-Terre confirmée, possiblement une planète-océan, orbitant dans la zone habitable d'une naine rouge située dans un système binaire, à environ 100 années-lumière du Système solaire, dans la constellation du Dragon,,,.

## Découverte
TOI-1452 b a été découverte par une équipe internationale menée par des astronomes de l'Université de Montréal en utilisant des données du Transiting Exoplanet Survey Satellite (TESS) de la NASA. La découverte a été rapportée pour la première fois en juin 2022.

## Description

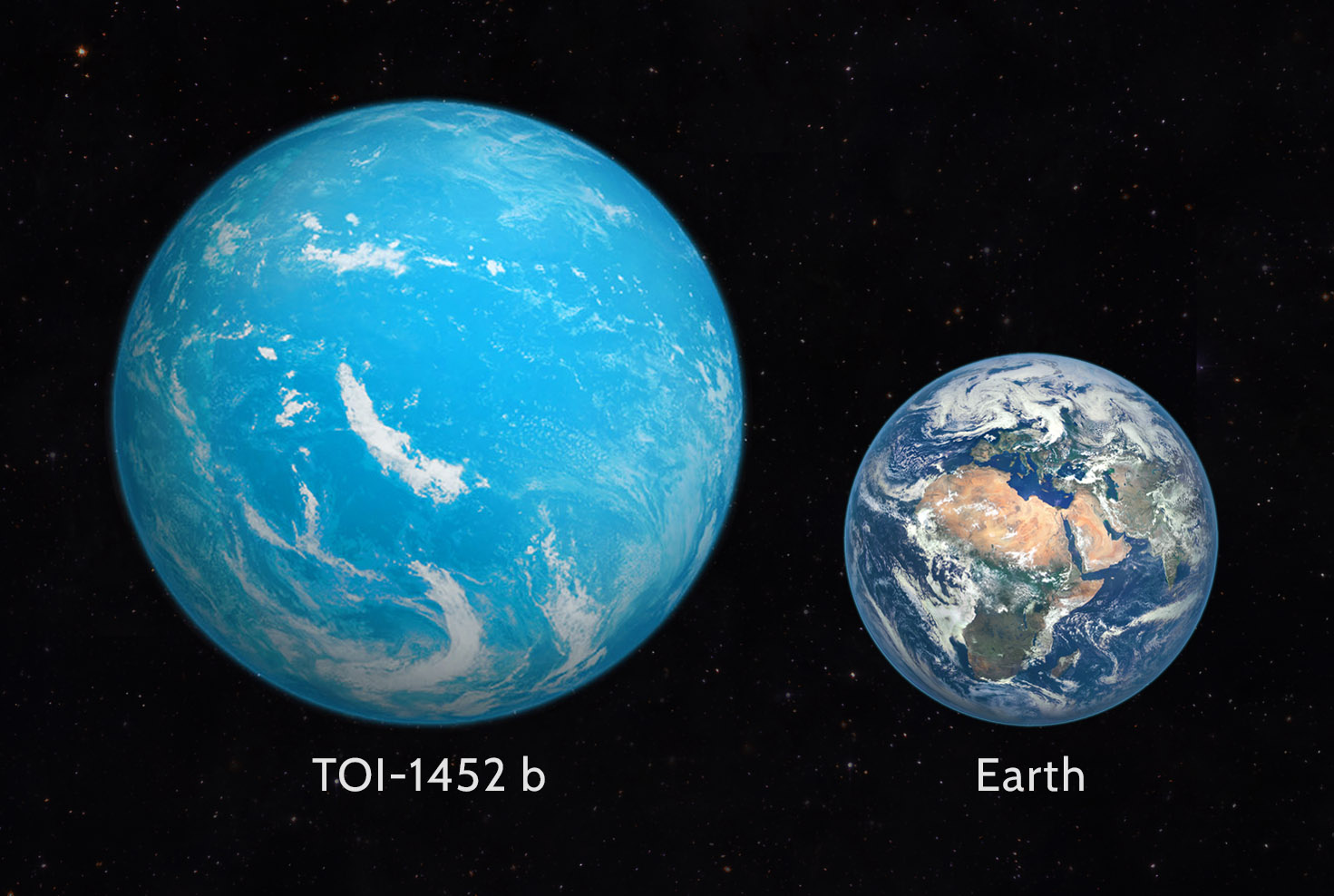
Vue d'artiste de TOI-1452b et comparaison en taille avec la Terre.

Les analyses de TOI-1452 b montreraient que la masse en eau de la planète atteindrait 30 % de sa masse totale,. La planète orbite dans la zone habitable de son étoile, ce qui permettrait à l'eau de rester sous forme liquide à sa surface.